# 莫氏棘花鮨
莫氏棘花鮨，又稱莫氏棘花鱸，為輻鰭魚綱鱸形目鱸亞目鮨科的其中一種，分布於西印度洋的馬達加斯加海域，棲息深度約250公尺，體長可達5.8公分，生活在大陸棚，為底棲性魚類，屬肉食性，生活習性不明。

## 擴展閱讀
維基物種上的相關：莫氏棘花鮨